# Nadal Batle i Nicolau
Nadal Batle i Nicolau (Felanitx, Mallorca, 25 de febrer de 1945 - Ciutat de Mallorca, 7 de desembre de 1997) fou un matemàtic i durant 13 anys rector de la Universitat de les Illes Balears.
Nadal Batle va arribar al rectorat el 1982 i va ocupar el càrrec fins al 1995. Durant aquest període va posar les bases del que ara és la Universitat. Va treballar d'una manera molt especial en obrir nous camins a la ciència i la investigació, sobretot en noves tecnologies, en arrelar la Universitat a la societat mallorquina i en fer-ne una institució normalitzada des del punt de vista nacional. Sota la seua direcció s'eixamplaren els estudis i es va crear l'actual campus.
Batle era doctor en matemàtiques per la Universitat de Barcelona i havia estudiat també a l'Institut Henry Poincaré de París. Va treballar a les universitats de Barcelona, València i Sevilla, abans de tornar a Mallorca. Era membre de la junta directiva de la International Association of Knowledge Engineers. Sempre havia manifestat, i practicat, la seva creença que l'únic bilingüisme pràctic pels Països Catalans era el català-anglès.
Nadal Batle era també un convençut nacionalista i un agitador incansable de la societat mallorquina. Dels càrrecs que va ocupar (va ser secretari de la comissió executiva de la Caixa d'Estalvis de Balears), amb la seva activitat política (anava a fundar un nou grup polític amb el nom Alternativa per Mallorca) i amb la seva feina als mitjans de comunicació (escrivia tres articles setmanals al Diari de Balears, del qual preparava en el moment de la seva mort l'edició digital i va ser peça clau per a l'aparició de VilaWeb a Mallorca).
Entre els seus hàbits personals destacava la música. Nadal Batle tenia una immensa col·lecció de discos de música barroca i clàssica, sobretot Bach, Haydn i Mozart. Era també un enorme lector amb una preferència especial, com Joan Fuster, per Bertrand Russell.

## Obres
Va publicar nombrosos treballs de la seua especialitat, molts dels quals en anglès:
- The Redfields topology on some groups of continous functions
- Isometries in generalized metric spaces
- Entropy and fuzzy integral
- Autómatas, lenguaje, lógica
- Multiple conclusion logic and fuzzy logic